# Algis Kizys
Algis Kizys (Chicago, 1960) es un guitarrista radicado en Nueva York conocido por su larga pertenencia a la banda Swans. 
Primero se unió a Swans en 1986 Greed LP, se quedó con el grupo a través de The Great Annihilator (1995). También es miembro fundador de Cabbages and Kings, una rama de Bag People.

## Biografía
De Cabbages and Kings figuran Kizys, , Carolyn Master, Roy Mayorga (Nausea), (Stone Sour), Vinnie Signorelli (Unsane), Ted Parsons (Prong, Cisnes, Godflesh, Jesu , Teledubgnosis) y Diane Wlezein. Kizys, Master y Wlezein previamente jugado en Bag People.
Kizys ha pasado tiempo en la encarnación en vivo de Fetus y jugó para Glenn Branca en su Sinfonía No. 6.
Kizys fue miembro de Problem Dogs, su primera banda formada con Rick Radtke, John Connors, y Demetra Plakas (quien más tarde tocó la batería con L7).
Durante este tiempo, agosto de 1982, se unió brevemente con el guitarrista Edward "Phast Eddie" Lines, Connors y Plakas como Imanes Phlegm, que interpretó varios espectáculos en el Space Place en Chicago.
Desde 1994-1997 Algis Kizys creó una banda con la cantante compositora Soraya Rashid llamada "Soraya". Otros miembros fueron Norman Westberg (ex Cisnes), Ted Parsons (Prong), Vinnie Signorelli (Cisnes, Unsane), Eric Hubel (Glenn Branca) y J. G. Thirlwell (Feto)
Kizys con Jonathan Bepler y David Thorpe compuso "Firmament" para el libro de audio "Sweet & Vicious" de la revista Nerve. Firmament sirvió de paisaje sonoro a la historia de JT Leroy, "Natoma Street", interpretada por Callie Thorne. Gus Van Sant utilizó "Firmament" para la escena fundamental de su película, "Finding Forrester", protagonizada por Sean Connery.
La banda actual de Kizys, NeVAh, cuenta con Vinnie Signorelli (Unsane) y Norman Westberg de Swans. NeVAh están jugando en lo que queda de la escena underground de Nueva York.
- Datos: Q4724254